# Beatus de Arroyo
El Beatus de Arroyo o Beatus de San Andrés de Arroyo és un manuscrit il·luminat que conté el comentari a l'Apocalipsi de Beat de Liébana. Fou produït en la primera meitat del segle xiii (vers 1220), potser a San Pedro de Cardeña, per al monestir femení de San Andrés de Arroyo (municipi de Santibáñez de Ecla, província de Palència). Es conserva a la Biblioteca Nacional de França a París amb la signatura Nouv. Acq. Lat. 2290.

## Descripció
Consta de 166 folis en pergamí, escrits a dues columnes. Els folis mesuren 440 × 305 mm. Conté 69 il·lustracions, de les quals una dotzena a pàgina sencera i un cert nombre que ocupen mig o dos terços del foli. Un de les miniatures notables és el mapamundi a doble foli (13v-14r).
El beatus està produït amb gran luxe, amb or i plata i miniatures on domina el blau lapislàzuli.
Junt amb el Beatus de Las Huelgas és dels pocs destinats a un monestir femení i un dels més tardans, cosa que es fa palesa en les miniatures d'estil ja plenament romànic.

## Història
El beatus s'havia conservat al monestir de San Andrés de Arroyo fins al 1836, amb la desamortització de Mendizábal. La Biblioteca Nacional de França el va adquirir el 1882.

## Galeria

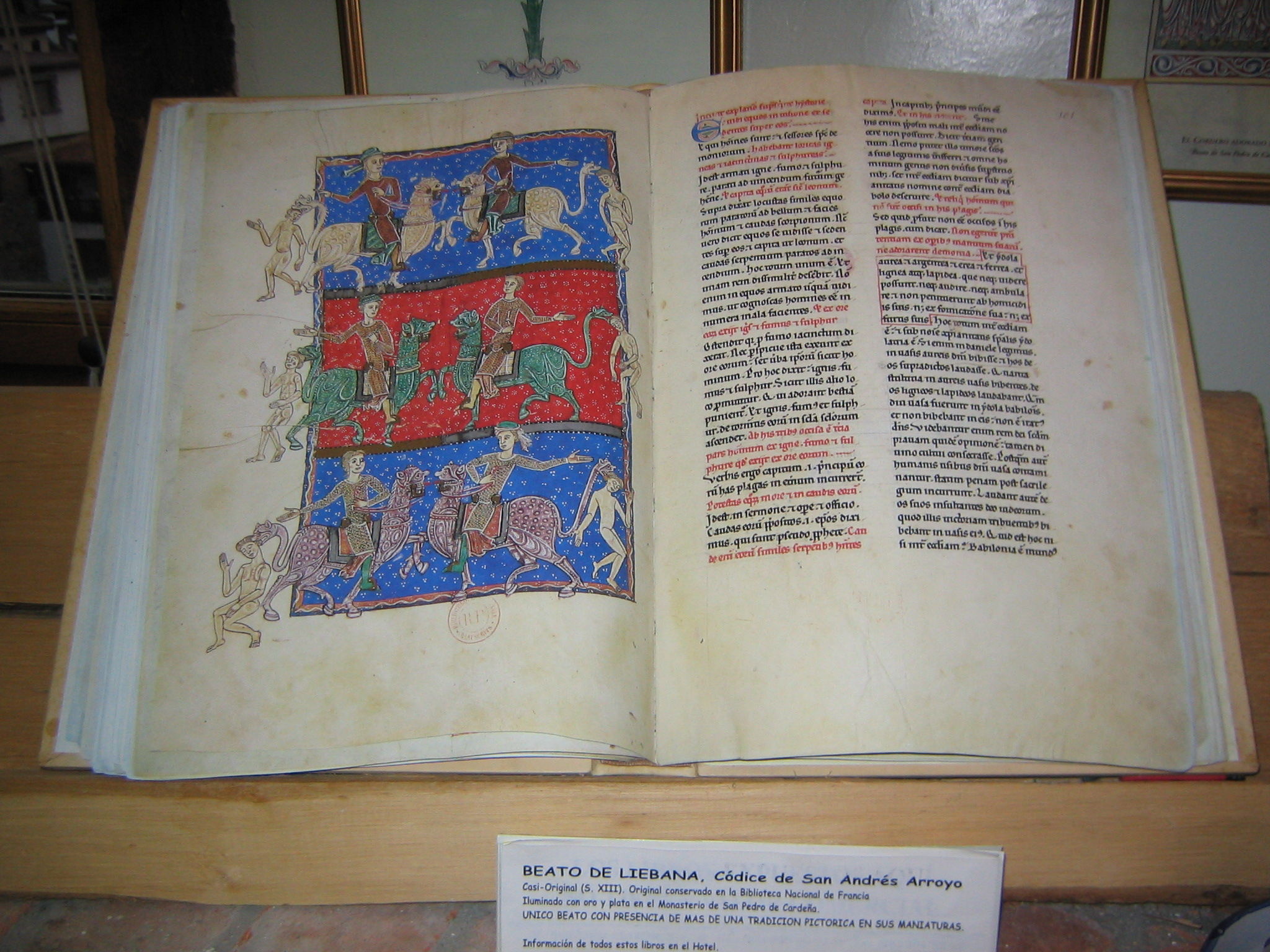
Foli 100v